# Gott mit uns

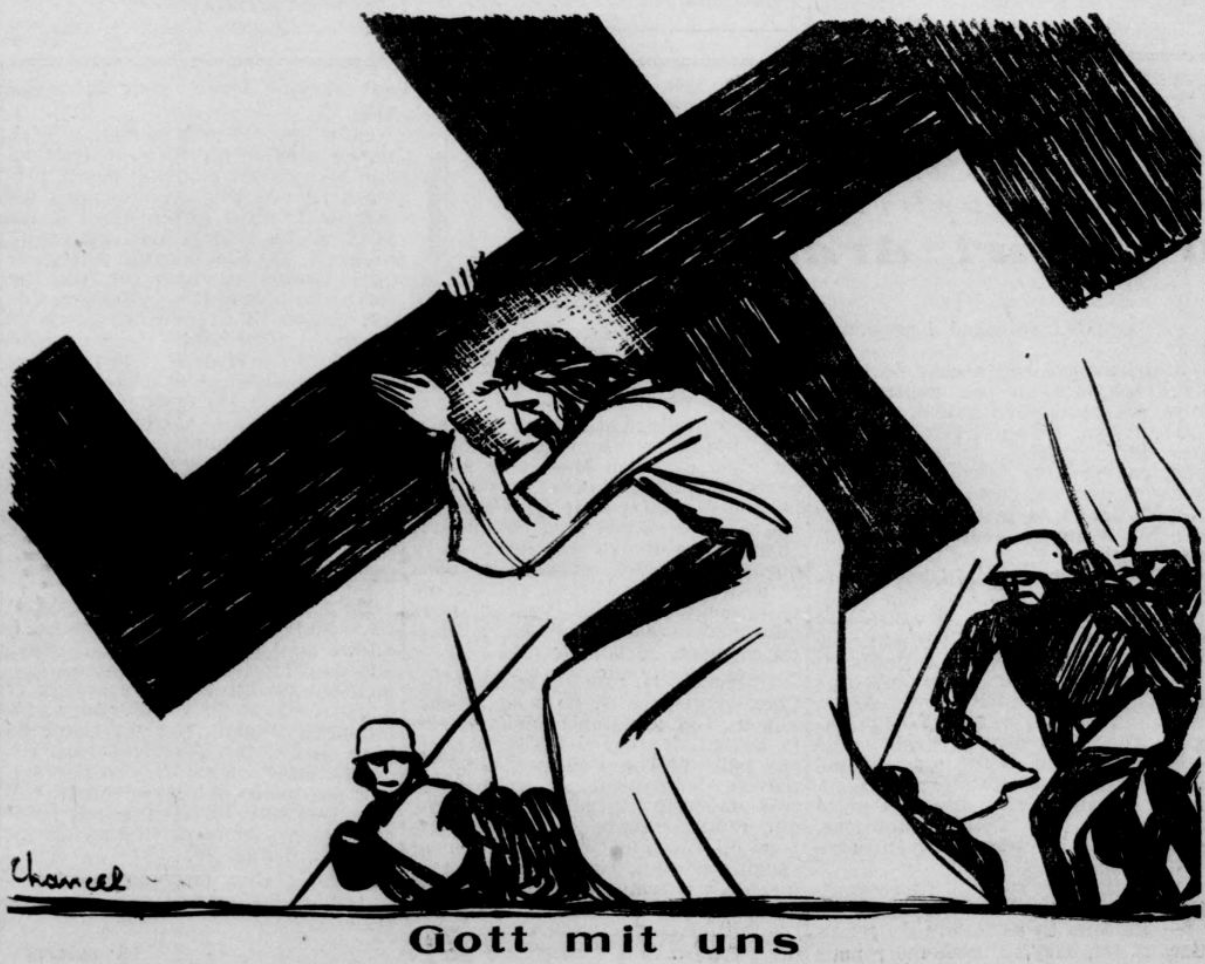
Caricature de Jésus Christ portant une croix gammée avec en légende la devise de l'Allemagne Gott Mit Uns dans L'Ami du peuple du 7 août 1935.

Ne doit pas être confondu avec Gott mit uns (Grosz).
Gott mit uns (/ɡɔt mɪt ʊns/ ; litt. « Dieu avec nous ») est une devise militaire allemande. Depuis 1701, c'est la devise de la Maison royale de Prusse (Maison de Hohenzollern), à partir de 1871 du Kaiser et est donc une composante des emblèmes militaires. Elle sera utilisée après la fin de la monarchie par la Reichswehr, puis par la Wehrmacht ainsi que par la Bundeswehr jusque dans les années 1960.

## Origine
Dans la Bible, l'évangile de Matthieu (1:23), se référant aux prophéties du Livre d'Isaïe (7:14), appelle Jésus l'Emmanuel (עמנואל), soit : Dieu avec nous, ou Gott mit uns en allemand. Le verset en grec s'écrit « εμμανουηλ ο εστιν μεθερμηνευομενον μεθ ημων ο θεος », soit « on lui donnera pour nom Emmanuel, ce qui se traduit par : Dieu avec nous ».
La formule se trouve également dans le Livre de Judith (13,11).

## Histoire
Ce sont les chevaliers teutoniques qui utilisèrent pour la première fois ces mots. Au XVIIe siècle, lors de la guerre de Trente Ans, le roi Gustave II Adolphe de Suède utilise ces mots aux batailles de Breitenfeld et Lützen comme cri de guerre, ou comme moyen de reconnaissance pour demander un mot de passe,,. L'armée de la marche de Brandebourg utilise également ces mots lors de la guerre. En 1701, Frédéric Ier de Prusse change son blason de Prince-électeur de Brandebourg, en faisant apparaître les mots Gott mit uns sur le piédestal.
La devise figure sur les ceinturons des soldats allemands lors de la Première, puis de la Seconde Guerre mondiale (alors que les SS arborent, eux, la devise Meine Ehre heißt Treue). Après guerre, l'inscription est remplacée en 1962 par la devise de l'Allemagne fédérale, Einigkeit, Recht, Freiheit (Unité, Droit et Liberté) ; la police fera le changement dans les années 1970.
La devise est également employée dans l'Empire russe sous la forme « съ нами Богъ » (s nami Bog, avec nous Dieu)[réf. nécessaire]. Un chant orthodoxe du XIXe siècle s'intitule S'nami Bog.

## Représentations
Le monument de la Bataille des Nations de Leipzig arbore la citation, au-dessus de la représentation de l'archange saint Michel.

Représentations de la citation « Gott mit Uns »
Armoiries de Prusse vers 1709. Gott mit uns est inscrit sur le piédestal bleu.
Étendard de S.M. l’empereur, 1888–1918.
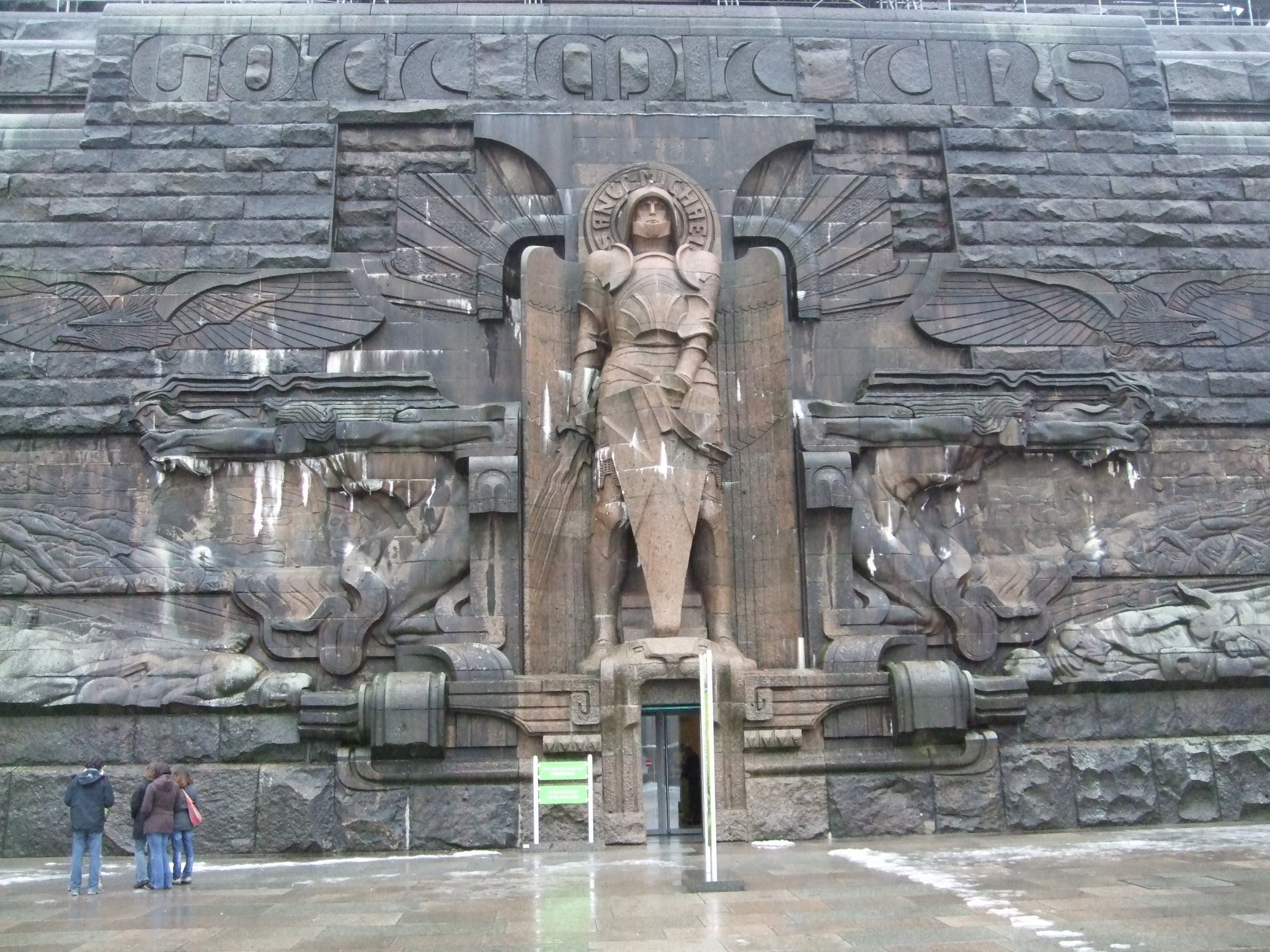
Inscription au Völkerschlachtdenkmal, au-dessus des ailes de l'archange.
Armoiries de la Prusse, 1933-1935.
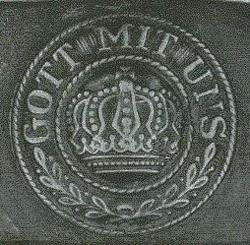
Sur le fermoir d'une ceinture datant de la Première Guerre mondiale.
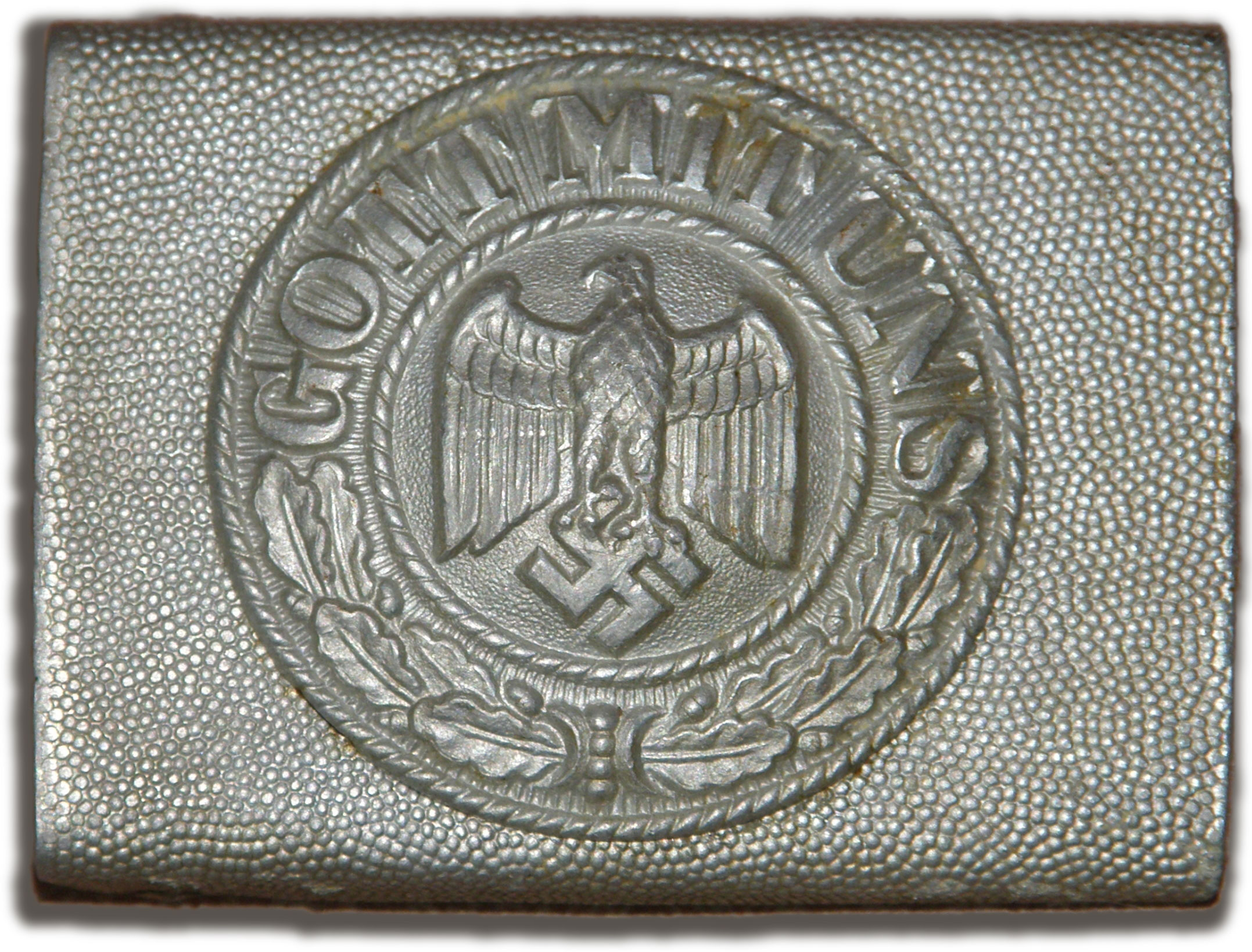
Sur le fermoir d’une ceinture datant de la Seconde Guerre mondiale.
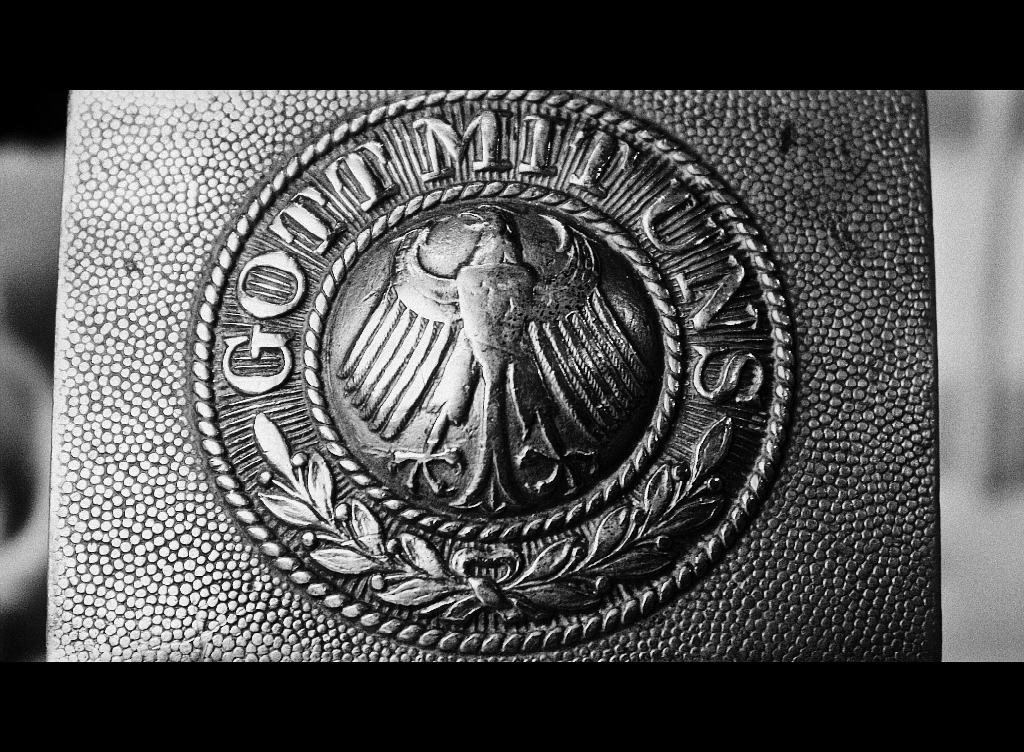
Sur le fermoir d’une ceinture d’après-guerre (avant 1962).

## Culture populaire
- Le groupe de power metal Sabaton a nommé une de ses musiques Gott mit uns dans l'album Carolus Rex, en référence à la bataille de Breitenfeld[6].
- L'anime Hellsing de Kouta Hirano voit une occurrence de Gott mit uns sur le sceau du Hellsing[7].
- Bob Dylan chante en 1964 With God on Our Side, protest song qui se réfère entre autres à la devise de la Wehrmacht, Hugues Aufray en chante une version française en 1965 sous le titre Dieu est à nos côtés.
- Giuliano Montaldo produit en 1969 un film intitulé Gott mit uns, en français À l'aube du cinquième jour.